# 鶴 (バンド)
鶴（つる）は、埼玉県鶴ヶ島市出身の3人組バンド。

## 概要
2003年に結成し、2008年にメジャーデビュー。2011年10月までは、メンバー全員がアフロヘアーで、眼鏡をかけ、柄入りのワイシャツ（自身たちは「キモシャツ」と呼称している）とブーツカットパンツを着用しているビジュアルが特徴。キャッチコピーはウキウキ&切なさの伝道師。
日本テレビの情報・バラエティ番組『PON!』の番組ジングルを担当していた。

## メンバー
メンバーはいずれも埼玉県入間郡鶴ヶ島町（現在の同県鶴ヶ島市）出身で、鶴ヶ島市立西中学校在学時代の同級生（入学時は既に市制を敷いていた）である。
- 秋野温（あきの あつし、1981年9月11日 - ）
  - ギター・ボーカル担当。愛称は「あっつぃー」[2]。
- 神田雄一朗（かんだ ゆういちろう、1982年3月27日 - ）
  - ベース・コーラス担当。1996年のF1ワールドチャンピオンのデイモン・ヒルのファン[3]。
- 笠井快樹（かさい よしき、1981年11月10日 - ）
  - ドラム・コーラス担当。愛称は「どん君」[2]。

## 音楽性
バンド名は出身地の鶴ヶ島市に因む。もともとは出身校を略した「鶴西」から由来し、インパクトがあり目出度いという理由により、「鶴」一文字だけを採って現在のバンド名となった。
高校生時代にTHE YELLOW MONKEYのコピーからバンド活動を始めた。音楽性の基盤はTHE YELLOW MONKEYと公言している。個々に、秋野はCHAGE and ASKA、神田はCHAGE and ASKA・Earth, Wind & Fire・Aerosmith、笠井はMr.Children・山下達郎・ユニコーン・advantage Lucyに影響を受けた。ファンクにも影響を受けた。「最初にファンクに触れたのがJackson 5の"I Want You Back"(日本題は「帰ってほしいの」)」。
作詞作曲においてはフロントマンの秋野曰く「みんなの耳に残って、みんなが歌える曲を作りたい」と語っている。歌詞に関してはメンバーの体験が反映されることが多い。バンドサウンドをベースとしながらも、「恋のガソリン」ではピアノ、「桜」ではストリングスを使用するなど、様々な楽器を使用している。コーラスに関しては、神田が高音を、笠井が低音を担当する。

## 交友
鶴ヶ島市長の藤縄善朗はファンを公言している人物のひとりで、「ビートルズといえばリバプール、鶴といえば鶴ヶ島」というコメントも各所で語っている。
アイドルグループベイビーレイズに複数楽曲提供をしている。詳細は「楽曲提供」の節参照。

## 略歴
- 2003年
  - 初春、各々が以前組んでいたバンドから脱退したことをきっかけに結成。春頃より下北沢や新宿を中心にライブハウスで音楽活動を展開する。
- 2004年
  - 8月26日、アルバム『素敵CD』でJAM orchestra recordsよりインディーズデビュー。
  - 10月1日、鶴ヶ島市が発行する広報誌『広報つるがしま』「輝いてます」のコーナーにおいて、初めてメディアに登場する。なお、同コーナーに団体が取り上げられるのは創刊以来初めてのこと[10]。
- 2006年
  - 9月13日、アルバム『浪漫CD』をR and C（当時はインディーズ流通）より発売。
  - 12月29日、『COUNTDOWN JAPAN 06/07』へ、インディーズ活動のバンドながら抜擢され、初出演。
- 2007年
  - 7月25日、ミニアルバム『ダンディー・ダンディー・ダンスィング』を自主レーベルのafrock recordsより発売。
  - 8月3日、『ROCK IN JAPAN FES. 2007』へ初出演。
  - 11月15日、WARNER MUSIC JAPANとの契約を発表。
- 2008年
  - 3月19日、DVD付シングル「恋のゴング」でメジャーデビュー。
- 2009年
  - 4月8日、メジャー初となるアルバム『情熱CD』を発売。

- 2011年10月、ツアー最終日をもってトレードである「アフロ」を引退。

## ディスコグラフィー

### シングル
|      | 発売日         | タイトル                           | 規格品番                                    | 収録曲 | 備考 |
| ---- | -------------- | ---------------------------------- | ------------------------------------------- | --- | --- |
| 1st  | 2008年3月19日  | 恋のゴング                         | WPZL-30082                                  | 1. 恋のゴング 2. 不健康ミュージック 3. デッド・オア・ラブ DVD 1. ダンディー・ダンディー・ダンスィング 2. こんばんは鶴です 3. ダイナマイツ勘違い 4. あめ曜日 5. 手紙 6. Tonightはパーティー 7. 恋のゴング (プロモーションヴィデオ) | 「アフロ・ショップ」（特定店舗）購入限定特典「ダンディー・ダンディー・ダンスィング」PV収録DVD-R付属 オリコン最高44位、登場回数5回 |
| 2nd  | 2008年7月9日   | 夏の魔物                           | WPCL-10483                                  | 1. 夏の魔物 2. 踊れないtoフィーバー 3. 手紙 (ver.26) | 初回プレス盤「アフロ・目玉おやじ」オリジナルステッカー・期間限定特設サイト「鶴の間」アクセスパスワード封入 「アフロ・ショップ」購入限定特典オリジナル缶バッジ付属 フジテレビ系全国ネットアニメ『ゲゲゲの鬼太郎（第5作）』エンディングテーマ RADIO AWARD IN JAPAN LIFE MUSIC 2008「BEST IMPACT OF LIFE」ノミネート曲オリコン最高47位、登場回数4回 |
| 3rd  | 2008年11月26日 | 恋のガソリン                       | WPZL-30110:初回生産限定盤 WPCL-10628:通常盤 | 1. 恋のガソリン 2. 引力 3. リザーブシート 初回生産限定盤DVD 1. 愛しのハニー 2. こんばんは鶴です 3. リザーブシート 4. 踊れないtoフィーバー 5. 恋のゴング                                                                           | 「アフロ・ショップ」購入限定特典「夏の魔物 -LIVE@恵比寿LIQUIDROOM-」収録DVD-R付属 オリコン最高87位 |
| 4th  | 2009年2月18日  | 桜                                 | WPCL-10639                                  | 1. 桜 【作詞作曲:笠井快樹/編曲:鶴,スパム春日井】 2. 恋のゴング〜こんばんは鶴です (Live version) 3. ダンディー・ダンディー・ダンスィング (Live version) 4. 夏の魔物 (Live version)                                                 | 「アフロ・ショップ」購入限定特典「マル秘CD」付属 TBS系スペシャルドラマ『君のせい』主題歌 オリコン最高38位、登場回数3回 |
| 5th  | 2009年11月11日 | アイタリナイ                       | WPCL-10745                                  | 1. アイタリナイ 2. 燃えるような恋じゃないけど | 「燃えるような恋じゃないけど」：テレビ東京系アニメ『クロスゲーム』エンディングテーマ オリコン最高76位 |
| 6th  | 2010年3月3日   | 小さくても世界は変わってる         | WPCL-10772                                  | 1. 小さくても世界は変わってる 2. その一歩 | オリコン最高72位 |
| 7th  | 2010年6月30日  | 朝が来る前に〜さすらいバージョン〜 | WPCL-10833:完全生産限定盤 WPCL-10834:通常盤 | 1. 朝が来る前に 〜さすらいバージョン〜 2. 恋のゴング 〜荒野を行くバージョン〜 | 「鶴とさすらいアフロ田中」名義 のりつけ雅春の漫画『さすらいアフロ田中』とのコラボレーション オリコン最高69位 |
| 8th  | 2012年2月15日  | 夜を越えて                         | WPCL-11034                                  | 1. 夜を越えて 2. リザーブシート | 映画「アフロ田中」主題歌 オリコン最高71位 |
| 9th  | 2017年7月26日  | グッドデイ バッドデイ どんとこい   | PROP-1053                                   | 1. グッドデイ バッドデイ どんとこい 2. beautiful days 3. 大忘年会2016 ちょっと贅沢なクリスマスパーティー-LIVE @Heaven’s Rock さいたま新都心VJ-3                                                                                   | TOWER RECORDS限定 完全初回生産限定盤 |
| 10th | 2018年9月12日  | 歩く this way                      | PROP-1059                                   | 1. 歩く this way 2. Stay with you 3. 大忘年会2017(-ちょっと贅沢なクリスマスパーティー-LIVE @Heaven’s Rock さいたま新都心VJ-3) | TOWER RECORDS限定盤 |
| 11th | 2019年8月14日  | バタフライ                         | POCS-1819                                   | 1. バタフライ 2. マジカルロックミュージック 3. 鶴 結成十五周年記念「ALL TIME CLASSICS〜47都道府県大会〜大忘年会2018-ちょっと贅沢なクリスマスパーティー」LIVE@Heaven’s Rock さいたま新都心VJ-3                                     | 主催イベント「鶴フェス」テーマソング |

### 配信限定曲
- その一歩（2009年10月21日）
  - TBS系『キングオブコント』内放送『オロナミンCドリンク』CMソング

### アルバム
|          | 発売日         | タイトル                              | 規格品番                                    | 収録曲 | 備考                                                                          |
| -------- | -------------- | ------------------------------------- | ------------------------------------------- | --- | ----------------------------------------------------------------------------- |
| 1st      | 2009年4月8日   | 情熱CD                                | WPZL-30116:初回生産限定盤 WPCL-10666:通常盤 | 1. 熱量 2. 恋のゴング 3. 夏の魔物 4. 携帯電波 5. リズム 6. 恋のガソリン 7. 不健康ミュージック 8. リザーブシート 9. 踊れないtoフィーバー 10. サヨナラ 11. 桜 12. 愛しのハニー 初回生産限定盤DVD 1. 恋のゴング 【video clip】 2. 夏の魔物 【video clip】 3. 恋のガソリン 【video clip】 4. 桜 【video clip】 | 「アフロ・ショップ」購入限定特典「情熱DVD」付属 オリコン最高19位、登場回数5回 |
| 2nd      | 2010年7月28日  | 期待CD                                | WPZL-30201:初回限定盤 WPCL-10838:通常盤     | 1. ハイウェイ マイウェイ 2. 小さくても世界は変わってる 3. 弾丸ライナー 4. 期待CDのテーマ 5. 燃えるような恋じゃないけど 6. 幸せのかけら 7. その一歩 8. アンバランス 9. 愛のラップ講座 10. 問題GUY 11. ムーンライト 12. エンジェルソング 13. 恋のゴング 〜荒野に行けなかったバージョン〜 14. 朝が来る前に 15. アイタリナイ 16. あこがれ 初回限定盤DVD 1. 恋のゴング 【live】TOUR2010 生家紀行 第一章@Heaven’s Rock さいたま新都心 VJ-3 2. トゥットゥル 【live】TOUR2010 生家紀行 第一章@Heaven’s Rock さいたま新都心 VJ-3 3. こんばんは鶴です 【live】TOUR2010 生家紀行 第一章@Heaven’s Rock さいたま新都心 VJ-3 4. 桜 【live】TOUR2010 生家紀行 第一章@Heaven’s Rock さいたま新都心 VJ-3 5. 踊れないtoフィーバー 【live】TOUR2010 生家紀行 第一章@Heaven’s Rock さいたま新都心 VJ-3 6. アイタリナイ 【live】TOUR2010 生家紀行 第一章@Heaven’s Rock さいたま新都心 VJ-3 7. 朝が来る前に 【live】TOUR2010 生家紀行 第一章@Heaven’s Rock さいたま新都心 VJ-3 8. Tonightはパーティー 【live】TOUR2010 生家紀行 第一章@Heaven’s Rock さいたま新都心 VJ-3 9. 小さくても世界は変わってる 【video clip】 10. 朝が来る前に 〜さすらいバージョン〜 【video clip】 | オリコン最高52位、登場回数3回                                                 |
| 1st mini | 2011年5月4日   | 秘密                                  | WPCL-10953                                  | 1. 秘密 2. フライハイ 3. 線香花火 4. 花のフライデーナイト 5. ニーハオ イーカオ | オリコン最高89位                                                              |
| 2nd mini | 2011年12月7日  | ハートの磁石                          | WPZL-30343                                  | 1. ハートの磁石 2. 僕らが主役のストーリー 3. ひとりごと 4. ニャン 5. 横顔 DVD 1. ハートの磁石 2. その一歩 3. 門出 4. 小さくても世界は変わってる 5. 愛しのハニー | オリコン最高122位                                                             |
| 3rd      | 2012年4月18日  | 我がまま                              | WPZL-30368:初回限定盤 WPCL-11065:通常盤     | 1. 愛の言葉 2. スピーカー 3. 夜を越えて 4. どこまでも青空 5. 夜に太陽 6. 点と線 7. 歪 8. あなたへ 9. ジパング 10. バイバイじゃあね 11. 糸 12. 手のなる方へ 初回限定盤DVD 1. どこまでもワガママ (ドキュメンタリー映像) | オリコン最高55位                                                              |
| Best     | 2013年10月02日 | グレイテスト鶴です ～ベストじゃん!!～ | WPZL-30571:初回限定盤 WPCL-11387:通常盤     | 1. 恋のゴング 2. 夏の魔物 3. 恋のガソリン 4. 引力 5. 桜 6. 愛しのハニー 7. アイタリナイ 8. 燃えるような恋じゃないけど 9. 小さくても世界は変わってる 10. その一歩 11. 朝が来る前に 12. 秘密 13. ハートの磁石 14. 夜を越えて 15. どこまでも青空 初回限定盤DVD 1. 2008年〜2012年ヒストリー 2. フライハイ (2012年 渋谷CLUB QUATTRO) 3. 笑わない月 (2012年 渋谷CLUB QUATTRO) 4. 桜 (2012年 渋谷CLUB QUATTRO) 5. ダンディー・ダンディー・ダンスィング (2012年 渋谷CLUB QUATTRO) 6. 踊れないtoフィーバー (2012年 渋谷CLUB QUATTRO) 7. 夜を越えて (2012年 渋谷CLUB QUATTRO) | オリコン最高74位                                                              |
| 4th      | 2013年10月02日 | SOULMATE                              | POCS-1107                                   | 1. Intro 〜Soul Mate Record〜 2. ラビゾバ 3. カミナリベイベー 4. 青春のロックスターと女の子 5. 本当は泣き虫 6. 星のはなし 7. てるてる坊主 8. 体温 9. タイムマシン 10. やるせない 11. 夜道 12. ソウルメイト今夜 | オリコン最高74位                                                              |
| 5th      | 2014年09月10日 | Love&Soul                             | POCS-1182                                   | 1. Intro 〜FM Love&Soul〜 2. Life is Party 3. 公約数 4. U.F.O 5. 足跡 6. LoveLoveLove 7. アメリカン珈琲 8. 背伸び 9. Love&Soul 10. VSGG 11. トリップメーター | オリコン最高59位                                                              |
| 6th      | 2015年08月19日 | Live&Soul                             | SMRE-3                                      | 1. Live&Soul 2. Funky Day 3. Heart Of Love 4. あなたのために 5. ユラユラ 6. おいでおいで | オリコン最高257位                                                             |
| 7th      | 2016年01月06日 | ソウルのゆくえ                        | POCS-1400                                   | 1. Intro 〜DJソウルのゆくえ〜 2. 愛の旅路 3. Funky Magic 4. 羽根 5. 乾杯 6. 旅人 7. 蜃気楼 8. Home 9. 忘れること 10. ソウルのゆくえ 11. 泣くなまだ 12. ローリングストーン | オリコン最高68位                                                              |
| 8th      | 2016年08月10日 | ニューカマー                          | POCS-1480                                   | 1. 未来は今だ 2. OK 3. 高性能 4. フリーウェイ 5. 321 6. 明日はどこだ 7. Funky Father 8. 君はワンダー 9. THAT’S ME 10. ニューカマー | オリコン最高55位                                                              |
| 9th      | 2017年10月25日 | 僕ナリ                                | POCS-1654                                   | 1. 低気圧ボーイ 2. アメニモマケズ 3. ソウル最前線 4. Keep On Music 5. beautiful days 6. あしたのおてんき 7. 僕なりの愛を 8. 真夜中のベイベー 9. グッドデイ バッドデイ どんとこい 10. 北極星 11. バカな夢を見ようぜ | オリコン最高77位                                                              |
| 10th     | 2020年03月04日 | 普通                                  | POCS-1846                                   | 1. イントロ〜FUTSU〜 2. 歩く this way 3. 冬の魔物 4. ペインキラー 5. 36.1℃ 6. Stay With You 7. マジカルロックミュージック 8. Waiting Mother 9. きっとそう 10. What’s Up Myself 11. バタフライ 12. アナログなセッション 13. 結局そういうことでした |                                                                               |

### インディーズ盤
|     | 発売日                       | タイトル                             | 規格品番   | 収録曲 | 備考                         |
| --- | ---------------------------- | ------------------------------------ | ---------- | --- | ---------------------------- |
|     | 2004年                       | サヨナラ                             |            | | 廃盤                         |
| 1st | 2004年8月26日 2014年07月09日 | 素敵CD                               | JO-1001    | 1. サヨナラ 2. あめ曜日 3. 手紙 4. トゥットゥル 5. 晴れのち晴れ 6. 青い羽 7. おやすみグンナイ☆ 8. Tonightはパーティー                            | JAM orchestra records        |
| 2nd | 2006年9月13日                | 浪漫CD                               | YRCI-71019 | 1. サンキューベイベー 2. 本音の本音 3. ダイナマイツ勘違い 4. 鶴さん 5. 魔法のうた 6. ベリオライ 7. 門出 8. 待ちぼうけ 9. ゆきまち 10. 回るよ世界 | よしもとアール・アンド・シー |
| 3rd | 2007年7月25日 2012年05月16日 | ダンディー・ダンディー・ダンスィング | AFRT-1     | 1. ダンディー・ダンディー・ダンスィング 2. 二人でカフェオレ 3. 夢のつづき 4. 電話 5. 笑わない月                                                  | AFROCK RECORDS               |

### 参加作品
- 新宿良音演奏会（2006年5月20日）
  - DISC.1 M-1「愛しのハニー」収録
- mF247.jp Good Vibe If You Want It! Vol.2（2006年6月16日）
  - M-7「手紙」収録

## 楽曲提供
- ベイビーレイズ

シングル『JUMP』（2013年3月27日）初出
SMILE
（作詞・作曲：秋野温、編曲：鶴）
シングル『恋はパニック』（2014年1月29日）初出
恋はパニック
（作詞・作曲・編曲：鶴）
アルバム『自虎紹介』（2014年7月2日）初出
勇気のうた
（作詞・作曲：秋野温、編曲：鶴）
ロックオン・ダーリン
（作詞・作曲：秋野温、編曲：鶴）
TIGER SOUL
（作詞・作曲：秋野温、編曲：鶴）
シングル『虎虎タイガー!!』（2014年11月26日）初出
ハッピーエンドレス
（作詞・作曲：笠井快樹、編曲：鶴）
冬の魔法
（作詞・作曲：秋野温・笠井快樹、編曲：鶴）
- ベイビーレイズJAPAN

アルバム『ニッポンChu!Chu!Chu!』（2016年9月21日）初出
少しだけ
（作詞・作曲・編曲：秋野温）
ミニアルバム『THE BRJ』（2017年9月20日）初出
スパイラル
（作詞・作曲：秋野温、編曲：鶴）
- Chelip

シングル『サマータイムシンデレラ/フラッシュバック』（2018年11月7日）
サマータイムシンデレラ
（作詞・作曲：秋野温、編曲：松本ジュン）
- ケミカル⇄リアクション

シングル『インフィニティ』（2019年7月27日）
インフィニティ
（作詞・作曲：秋野温、編曲：鶴）
シングル『スーパーケミカリマン』（2019年7月27日）
スーパーケミカリマン
（作詞・作曲：秋野温、編曲：鶴）

## ミュージックビデオ
| 監督         | 曲名                                                                                          |
| ウスイヒロシ | 「夏の魔物」「恋のゴング」                                                                    |
| 織田聡       | 「その一歩 (Live Ver.)」「どこまでも青空」「ハートの磁石（Live Ver.）」「秘密」「夜を越えて」 |
| カイガタカシ | 「朝が来る前に〜さすらいバージョン〜」                                                        |
| 須藤カンジ   | 「桜」                                                                                        |
| スミス       | 「アイタリナイ」「小さくても世界は変わってる」                                                |
| 関和紀       | 「サンキューベイベー」                                                                        |
| TAK          | 「恋のガソリン」                                                                              |
| 不明         | 「ハイウェイマイウェイ」                                                                      |

## タイアップ一覧
| 使用年 | 曲名                                | タイアップ                                                                               |
| ------ | ----------------------------------- | ---------------------------------------------------------------------------------------- |
| 2008年 | 夏の魔物                            | フジテレビ系アニメ『ゲゲゲの鬼太郎（第5シリーズ）』エンディングテーマ（第65話 - 第76話） |
| 2008年 | 夏の魔物                            | 岩手めんこいテレビ『BEATNIKS』オープニングテーマ                                         |
| 2009年 | 桜                                  | TBS系スペシャルドラマ『君のせい』主題歌                                                  |
| 2009年 | その一歩                            | TBS系『キングオブコント2009』番組内「オロナミンC」CMソング                               |
| 2009年 | 燃えるような恋じゃないけど          | テレビ東京系アニメ『クロスゲーム』エンディングテーマ（第27話 - 第39話）                  |
| 2010年 | 小さくても世界は変わってる          | テレビ朝日系ドラマ『エンゼルバンク〜転職代理人』挿入歌                                   |
| 2010年 | 朝が来る前に 〜さすらいバージョン〜 | 漫画『さすらいアフロ田中』コラボソング                                                   |
| 2010年 | ハイウェイ マイウェイ               | TBS系『キングオブコント2010』番組内「オロナミンC」CMソング                               |
| 2012年 | 夜を越えて                          | ショウゲート配給映画『アフロ田中』主題歌                                                 |
| 2012年 | リザーブシート                      | ショウゲート配給映画『アフロ田中』挿入歌                                                 |
| 2012年 | ハイウェイ マイウェイ               | 読売テレビ『旬ハイウェイ』テーマソング（2012年 - 2020年）                                |
| 2013年 | ジパング                            | テレビ愛知『激論!コロシアム 〜これでいいのか?ニッポン〜』エンディングテーマ              |
| 2013年 | 時の中で                            | アクサ生命保険「保険をくるり・大切な人保障スペシャル『娘の入学』篇」CMソング             |
| 2014年 | 公約数                              | 関西テレビ『モテモテかんぱにーR25』エンディングテーマ                                    |
| 2016年 | Funky Father                        | Google Play Music「音楽のある生活・キャンプ篇」CMソング                                  |
| 2017年 | グッドデイ バッドデイ どんんとこい  | 南海放送ラジオ『ラジオ中継 高校野球愛媛大会』エンディングテーマ                          |
| 2017年 | グッドデイ バッドデイ どんんとこい  | テレビ神奈川『ミュートマ2』８月・火曜エンディングテーマ                                  |
| 2018年 | 歩く this way                       | テレビ埼玉『NEWS930』10〜12月エンディングテーマ                                          |
| 2019年 | バタフライ                          | 主催イベント「鶴フェス」テーマソング                                                     |
| 2019年 | バタフライ                          | テレビ埼玉『マチコミ』8月テーマソング                                                    |
| 2019年 | バタフライ                          | テレビ神奈川 青春音楽バラエティ『吉井さん 〜オヤジの音楽狩り〜』8月テーマソング          |
| 2019年 | マジカルロックミュージック          | J:COMチャンネル『街ドキ埼玉』テーマソング                                                |
| 2019年 | 冬の魔物                            | NACK5「ウィンターアロハ」キャンペーンソング                                              |
| 2020年 | What’s Up Myself                    | J:COMチャンネル『街ドキ埼玉』テーマソング                                                |
| 2020年 | ペインキラー                        | テレビ埼玉『マチコミ』3月エンディングテーマ                                              |
| 2020年 | It's Show Time!                     | 山形テレビ『Do～んな天気』4月度テーマソング                                              |
| 2021年 | Koiする♡つるゴン                    | 埼玉県鶴ヶ島市公認キャラクター「つるゴン」テーマソング                                   |
| 2022年 | 愛のステップ                        | テレビ神奈川『関内デビル』6月エンディングテーマ                                          |
| 2022年 | 愛のステップ                        | テレビ埼玉『NEWS930』7〜9月エンディングテーマ                                            |
| 2022年 | 一緒に帰ろう                        | テレビ埼玉『NEWS545』7〜9月エンディングテーマ                                            |
| 2022年 | 源                                  | テレビ埼玉『マチコミ』内 天気予報9月度BGM                                                |
| 2023年 | ハローグッバイ                      | テレビ埼玉『マチコミ』内 天気予報1月度BGM                                                |
| 2023年 | あなたにプロテイン                  | ベルク × meiji プロテイン・キャンペーンソング                                            |
| 2023年 | 愛とでも呼ぼうか                    | テレビ埼玉『マチコミ』6月度エンディングテーマ                                            |
| 2023年 | サイコウ                            | テレビ埼玉『マチコミ』内 天気予報6月度BGM                                                |

## 主なライブ

### ワンマンライブ・主催イベント
- 2009年 - 情熱ツアー 2009 春 ～ちょっと気取ってみませんか?～
- 2009年 - 情熱ツアー 2009 秋 ～全国的にアフロ～
- 2010年05月06日〜07月09日 - 鶴～生家紀行ツアー～
- 2010年10月01日〜2011年01月24日 - 期待ツアー2010 ～今夜はあなたに○○○～
- 2011年05月29日〜06月12日 - 秘密ツアー ～今日あった事は内緒で～
- 2011年07月08日〜17日 - 2011年INGの旅
- 2011年10月16日〜11月30日 - IingNingGing TOUR ～今までありがとう～
- 2012年05月26日〜11月23日 - 鶴TOUR 2012「我がまま ～我は行く、さらばアフロよ～」
- 2012年10月10日〜11月03日 - ツアー番外編アコースティックツアー「ワガママな夜」
- 2012年11月30日〜2013年01月06日 - 鶴TOUR 2012-13 「我がまま ～被り曲なしの2日間～」
- 2012年12月22日 - 我がままX'mas Special ～鶴メリ雪合戦
- 2013年05月16日〜07月15日 - 鶴の音返し～結成10周年～
- 2013年07月25日〜28日 - 鶴×FUNKIST
- 2013年08月01日〜11日 - 鶴×THEイナズマ戦隊「虎のご返杯×鶴の音返し」
- 2013年10月12日〜11月24日 - 鶴 TOUR2013「SOULMATE」
- 2013年12月23日 - 鶴の音返し～結成10周年、次は20周年で会いましょう～
- 2014年03月13日 - ロックは1日にして鳴らず vol.1
- 2014年06月21日 - ロックは1日にして鳴らず vol.2
- 2014年07月05日 - ロックは1日にして鳴らず vol.3
- 2014年07月06日 - ロックは1日にして鳴らず vol.4
- 2014年09月03日 - 「double-u studio様、鶴の今さら一方的にこけら落としワンマン」～やっと開店祝いに来ました～
- 2014年10月04日〜11月30日 - 鶴TOUR 2014 「Love & Soul ～愛と魂、時々エロス～」
- 2015年03月14日〜07月20日 - 鶴47都道府県TOUR「Live & Soul」～もう、寂しい想いはさせたくない～
w/2gMONKEYZ / カラーボトル / D.W.ニコルズ / THEイナズマ戦隊 / オレスカバンド / サクラメリーメン / ザ・キャプテンズ / LOST IN TIME / OverTheDogs / RED JETS / Scoobie Do / セカイイチ / ポタリ / BRADIO / Lyu:Lyu / Qaijff / ザ50回転ズ / 市川セカイ / CRACK BANQUET / Official髭男dism / THE NEATBEATS / ココロオークション / ダンデライオン / メカルジン / ラビットピース / 鴉
- 2019年10月06日 - 鶴フェス2019
- 2024年10月05日〜06日 - 鶴フェス2024

### 出演イベント
- 2006年05月25日 - セツナブルースター『イツカ・トワ・セツナ』レコ発ツアー 「星春的道標」ファイナル
- 2006年12月29日 - COUNTDOWN JAPAN 06/07
- 2007年08月05日 - ROCK IN JAPAN FESTIVAL 2007
- 2007年09月08日 - RADIO BERRY ベリテンライブ2007
- 2007年12月30日 - COUNTDOWN JAPAN 07/08
- 2008年08月03日 - ROCK IN JAPAN FESTIVAL 2008
- 2008年08月10日 - SUMMER SONIC 2008
- 2008年08月22日 - TREASURE05X 2008 ～burning diamonds～
- 2008年09月11日 - RADIO BERRY 15th ANNIVERSARY ベリテンライブ2008
- 2008年10月10日 - TOWER RECORDS SHINJUKU 10th ANNIVERSARY
- 2008年10月25日 - マキタ学級大文化祭 2008
- 2008年12月29日 - COUNTDOWN JAPAN 08/09
- 2008年12月31日 - COUNTDOWN JAPAN 08/09 -WEST-
- 2009年01月25日 - サクラメリーメン 爆進!呼吸ツアー2009～踊れ!PARTY-MEN～
- 2009年07月31日 - ROCK IN JAPAN FESTIVAL 2009
- 2009年08月07日 - TREASURE05X 2009 ～imagination from nothing 2nd day～
- 2009年08月09日 - SUMMER SONIC 2009
- 2009年12月31日 - COUNTDOWN JAPAN 09/10
- 2010年04月11日 - セカイイチ自主イベント 光風動春
- 2010年08月08日 - ROCK IN JAPAN FESTIVAL 2010
- 2011年03月18日 - Troubadour Night 2011
- 2011年03月20日 - MUSIC CUBE 11
- 2011年08月05日 - ROCK IN JAPAN FESTIVAL 2011
- 2011年08月13日 - RISING SUN ROCK FESTIVAL 2011 in EZO
- 2012年02月04日 - RISING EMOTION2012
- 2012年03月18日 - MUSIC CUBE 12
- 2012年03月20日 - SANUKI ROCK COLOSSEUM～BUSTA CUP 3rd round～
- 2012年08月03日 - ROCK IN JAPAN FESTIVAL 2012
- 2012年08月18日 - TREASURE05X 2011 ～legendary origin～
- 2012年08月19日 - 鶴×カラーボトル カラーボ鶴～リベンジ～
- 2012年09月01日 - TREASURE05X 2012 ～dancing colorz～
- 2012年10月07日 - スムルース presents 『うたロック西商店街 1丁目』 ～グランドオープンですねん～
- 2012年10月08日 - 鳥取大学「第48回 風紋祭」
- 2012年10月12日 - MINAMI WHEEL 2012 EXTRA -MIDNIGHT EDITION-
- 2012年10月25日・28日 - FUNKIST COLLAVOLUTION tour2012
- 2012年11月04日 - shimokita round up5
- 2012年11月17日・18日 - 鶴×Scoobie Do SCOOBIE TSURU
- 2012年11月21日 - ザ・マスミサイルTOUR2012「HOPE STEP #」
- 2013年01月26日 - FUKUSHIMA CITY ABEY ROAD vol.1
- 2013年03月16日 - MUSIC CUBE 13
- 2013年03月18日 - 鶴×ammoflight×近藤晃央
- 2013年03月30日 - brainchild's SHIBUYA-La.mama 30th Anniversary Panty…a!! jya naku te Party
- 2013年06月09日 - SAKAE SP-RING 2013
- 2013年06月30日 - グッドモーニングアメリカ企画フェス 「あっ、良いライブここにあります。2013」
- 2013年08月24日 - MONSTER baSH 2013
- 2013年08月31日 - shima fes SETOUCHI 2013
- 2013年09月01日 - LOVE MUSIC 2013
- 2013年09月07日 - BAYCAMP GIAN 2013
- 2013年12月31日 - Que's COUNTDOWN 2014
- 2014年01月15日 - KI・ZU・NA ～ 10th anniversary party ～
- 2014年01月19日 - KOBE太陽と虎 presents 新春2マンウィーク2014 ～11発目～
- 2014年03月22日 - MUSIC CUBE 14
- 2014年03月28日 - Little Red Lobster 0328
- 2014年04月28日 - ROCK the ROCK!!
- 2014年04月29日 - COMIN'KOBE14
- 2014年06月07日 - hoshioto'14
- 2014年06月24日 - LOVE MUSIC 2014
- 2014年06月27日 - DIRTY OLD MEN 「Blazing」TOUR 2014
- 2014年07月12日 - Different Strokes in NAGOYA
- 2014年07月13日 - 神戸VARIT.10th Anniversary『バリFUNKYでバリSOULなバリット音泉』
- 2014年08月12日 - YU-JI 音泉 ～真夏の夜の宴～
- 2014年08月23日 - TREASURE05X 2014 ～the beginning of starlight～
- 2014年08月30日 - shima fes SETOUCHI 2014 ～百年つづく、海の上の音楽祭～
- 2014年09月05日 - SCOOBIE TSURU
- 2014年09月13日 - Rhythmic Toy World クシナディズムって読むんですけどツアー
- 2014年09月15日 - 窓枠10周年記念 窓枠ワクワクナイトフィーバー
- 2014年10月12日 - DIVING ROCK 2014 in KANAZAWA
- 2014年12月06日 - GMC2014
- 2014年12月13日 - リアクション ザ ブッタ あなたも体のイ・チ・ブ Tour 2014 FINAL
- 2014年12月25日 - SAITAMA OVERFLOW PARTY -クリスマスナイトver.-
- 2014年12月26日 - あっちゃん51歳、ニューロティカ31周年送迎会
- 2014年12月31日 - A.F.D Que's COUNTDOWN 2015 2nd stage "Future"
- 2015年01月15日 - KI・ZU・NA
- 2015年02月22日 - 「いままでありがとうGROOVIN' サンモール店 」インストアイベント
- 2015年02月27日 - LIVE Kakiiin vol.2
- 2015年03月15日 - HAPPY JACK 2015
- 2015年03月21日 - SANUKI ROCK COLOSSEUM 2015
- 2015年03月22日 - Rakuten kobo presents MUSIC CUBE 15
- 2015年03月28日 - 福島 飯坂温泉ミュージックフェスティバル おと酔いウォーク 2015
- 2015年05月03日 - MUSIC POTION RED FES 2015
- 2015年05月30日 - hoshioto'15
- 2015年06月28日 - OTOSATA Rock Festival 2015
- 2015年07月04日 - Qaijff 1st. mini album「organism」release tour "after world"
- 2015年07月26日 - 高槻魂!!2015
- 2015年08月15日 - TREASURE05X 2015 ～a great faith～ ～summer triangle 1st day～
- 2015年08月29日 - shima fes SETOUCHI 2015 ～百年つづく、海の上の音楽祭。～

## 出演
- 2008年01月30日 - CX「魁!音楽番付〜Vegas」
- 2008年02月26日 - CX「FACTORY」
- 2008年07月03日 - NTV「音燃え!」
- 2008年07月11日 - NTV「音楽戦士 MUSIC FIGHTER」
- 2009年09月26日 - TBS「エンプラ」
- 2009年11月20日 - CX「キャンパスナイトフジ」
- 2009年11月25日 - NTV「音の素」
- 2009年12月04日・2010年03月05日 - TX「音流〜On Ryu〜」
- 2010年01月29日 - NTV「おもいッきりDON!」
- 2010年03月08日 - TBS「月光音楽団」
- 2010年03月29日 - TBS「PON!」